# Axiniphyllum scabrum
Axiniphyllum scabrum là một loài thực vật có hoa trong họ Cúc. Loài này được (Zucc.) S.F.Blake mô tả khoa học đầu tiên năm 1930.